# GSC2908-1309
GSC2908-1309 — хімічно пекулярна зоря спектрального класу A2, що має видиму зоряну величину в смузі V приблизно 10,1.